# Джанкшен-Сити (Арканзас)
Джанкшен-Сити (англ. Junction City) — город, расположенный в округе Юнион (штат Арканзас, США) с населением в 721 человек по статистическим данным переписи 2000 года.

## География
По данным Бюро переписи населения США город Джанкшен-Сити имеет общую площадь в 2,85 квадратных километров, водных ресурсов в черте населённого пункта не имеется.
Город Джанкшен-Сити расположен на высоте 59 метров над уровнем моря.

## Демография
По данным переписи населения 2000 года в Джанкшен-Сити проживало 721 человек, 186 семей, насчитывалось 251 домашнее хозяйство и 288 жилых домов. Средняя плотность населения составляла около 249 человек на один квадратный километр. Расовый состав Джанкшен-Сити по данным переписи распределился следующим образом: 55,20 % белых, 43,00 % — чёрных или афроамериканцев, 0,55 % — коренных американцев, 0,14 % — азиатов, 1,11 % — представителей смешанных рас.
Испаноговорящие составили 0,69 % от всех жителей города.
Из 251 домашних хозяйств в 34,3 % — воспитывали детей в возрасте до 18 лет, 53,4 % представляли собой совместно проживающие супружеские пары, в 15,5 % семей женщины проживали без мужей, 25,5 % не имели семей. 23,1 % от общего числа семей на момент переписи жили самостоятельно, при этом 13,5 % составили одинокие пожилые люди в возрасте 65 лет и старше. Средний размер домашнего хозяйства составил 2,71 человек, а средний размер семьи — 3,17 человек.
Население города по возрастному диапазону по данным переписи 2000 года распределилось следующим образом: 29,1 % — жители младше 18 лет, 9,0 % — между 18 и 24 годами, 22,3 % — от 25 до 44 лет, 21,4 % — от 45 до 64 лет и 18,2 % — в возрасте 65 лет и старше. Средний возраст жителей составил 36 лет. На каждые 100 женщин в Джанкшен-Сити приходилось 102,5 мужчин, при этом на каждые сто женщин 18 лет и старше приходилось 92,1 мужчин также старше 18 лет.
Средний доход на одно домашнее хозяйство в городе составил 27 981 доллар США, а средний доход на одну семью — 29 107 долларов. При этом мужчины имели средний доход в 30 000 долларов США в год против 15 313 долларов среднегодового дохода у женщин. Доход на душу населения в городе составил 11 803 доллара в год. 24,1 % от всего числа семей в округе и 31,7 % от всей численности населения находилось на момент переписи населения за чертой бедности, при этом 40,5 % из них были моложе 18 лет и 26,4 % — в возрасте 65 лет и старше.